# 安徽省歙县中学
安徽省歙县中学，简称歙县中学，坐落在全国历史文化名城安徽省歙县，为安徽省示范高中。

## 校史
歙县中学创建于1943年，时名“歙县县立初级中学”，后易名为“皖南区歙县中学”，1952年定名为“安徽省歙县中学”，1961年被确定为安徽省重点中学，1963年时任中国科学院院长郭沫若为学校建校20周年题词，2000年被命名为“安徽省示范高中”。

## 现状
学校现有班级33个，学生1900余名；教职员工150人，其中高级教师48人，全国优秀教师2人，全国教育系统劳动模范1人，安徽省优秀教师和先进工作者5人，安徽省级教坛新星4人。

## 知名校友
- 许根俊：中国科学院院士
- 方家熊：中国工程院院士
- 王经瑾：清华大学教授，国家有突出贡献的中青年专家
- 胡洪凯：原内蒙古自治区赤峰市农科所主任，国家有突出贡献的中青年专家
- 罗辽复：内蒙古大学教授，全国政协委员
- 洪啸吟：清华大学化学系教授，原亚洲辐射固化协会主席